# KNCI
KNCI (105.1 FM, "New Country 105.1") は、アメリカ合衆国のカリフォルニア州サクラメントに拠点を置くFMラジオ局。
コールサインの後ろ3文字は以前親会社であったNationwide Communications、Nationwide Insuranceという会社のそれぞれ頭文字を取っている。

## 概要
KNCIは、アメリカ3大メディアネットワークの一つであるCBSのグループに属する。開局は1960年。カントリー・ミュージック専門局である。ステーションスローガンは「Sacramento's #1 Country」。